# Errol Kerr
Errol Kerr (New York, 12 aprile 1986) è un ex sciatore alpino e sciatore freestyle statunitense naturalizzato giamaicano.

## Biografia

### Stagioni 2002-2007
Nato a Brooklyn da padre giamaicano e madre statunitense e cresciuto in California, Kerr iniziò la carriera gareggiando nello sci alpino nei quadri della nazionale statunitense, esordendo in gare FIS nel dicembre del 2001.
Debuttò in Nor-Am Cup il 24 febbraio 2004 a Snowbasin (32º in discesa libera) e in Coppa Europa il 14 febbraio 2005 a Sella Nevea (69º in supergigante). Non prese mai parte né alla Coppa del Mondo né ai Campionati mondiali di sci alpino; il suo miglior risultato internazionale in carriera fu il 6º posto ottenuto nel supergigante di Nor-Am Cup del 16 febbraio 2007.

### Stagioni 2008-2011

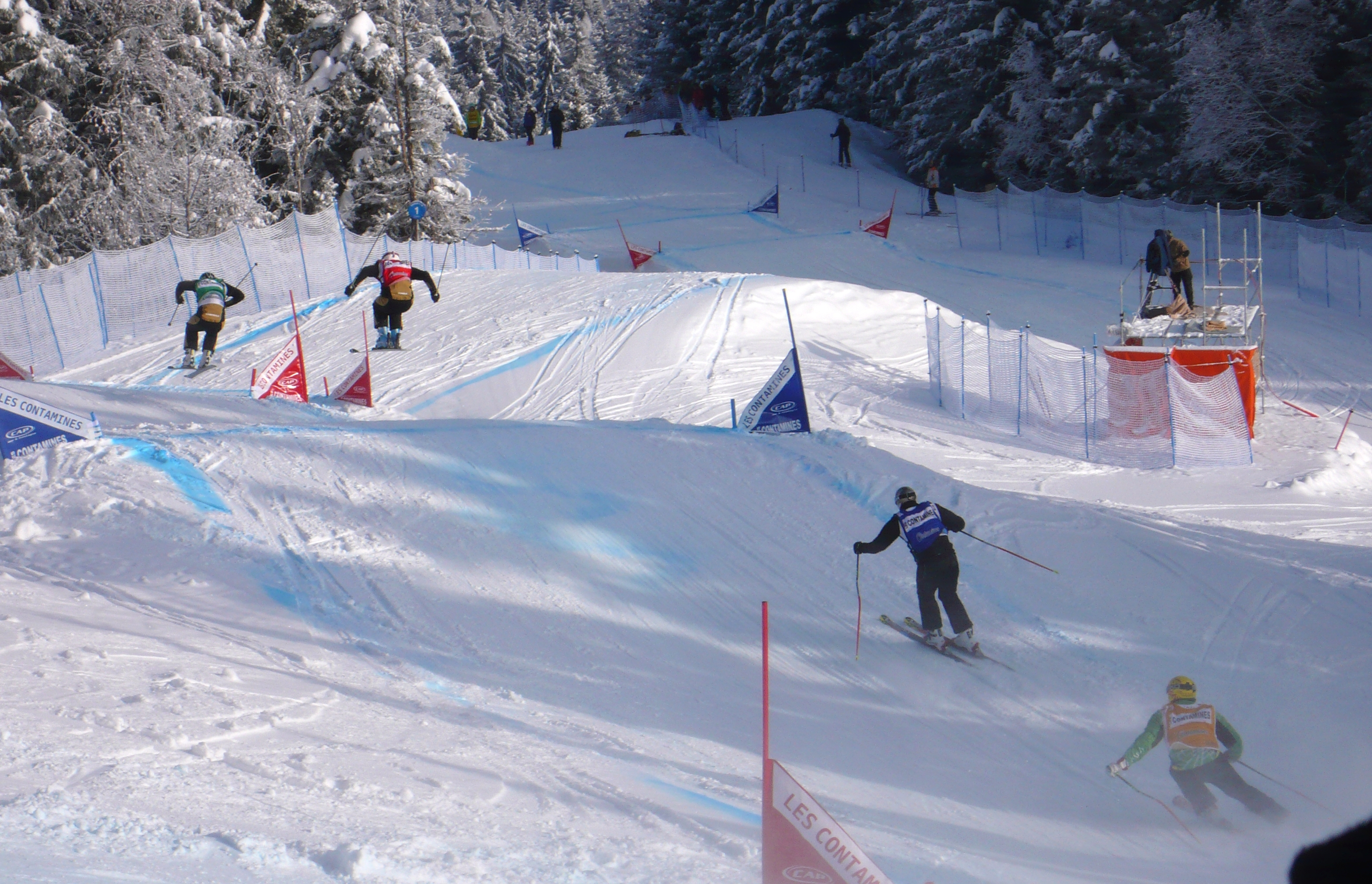
Kerr (a sinistra) in una gara della Coppa del Mondo di freestyle a Les Contamines-Montjoie, il 10 gennaio 2010

Dal 2008 si dedicò al freestyle, specialità ski cross, con risultati nettamente migliori, anche se continuò a prendere parte a gare di sci alpino fino all'aprile del 2010. Nella Coppa del Mondo di freestyle esordì il 12 gennaio 2008 a Les Contamines-Montjoie (12º).
Dalla stagione 2008-2009 vestì i colori della Giamaica, con i quali esordì ai Campionati mondiali nella rassegna iridata di Inawashiro 2009, ottenendo il 10º posto. Il 3 febbraio 2010 ottenne la sua prima vittoria in Nor-Am Cup, a Sugar Bowl; in seguito nella stessa stagione partecipò ai XXI Giochi olimpici invernali di Vancouver 2010, come unico portacolori della Giamaica, alle gare di ski cross, dove fu eliminato ai quarti di finale e ottenne quindi il 9º posto in classifica. Chiuse la carriera ai Mondiali di Deer Valley 2011, con un 28º posto.

## Palmarès

### Freestyle

#### Coppa del Mondo
- Miglior piazzamento in classifica generale: 83º nel 2008

#### Nor-Am Cup
- Miglior piazzamento in classifica generale: 6º nel 2010
- 3 podi:
  - 2 vittorie
  - 1 terzo posto

##### Nor-Am Cup - vittorie
| Data            | Località           | Paese       | Specialità |
| --------------- | ------------------ | ----------- | ---------- |
| 3 febbraio 2010 | Sugar Bowl         | Stati Uniti | SX         |
| 19 gennaio 2011 | Mount Hood Meadows | Stati Uniti | SX         |

### Sci alpino

#### Nor-Am Cup
- Miglior piazzamento in classifica generale: 27º nel 2007